# بيل ييتس (صحفي)
بيل ييتس (بالإنجليزية: Bill Yates)‏ هو صحفي أمريكي، ولد في 5 يوليو 1921 في سامسون في الولايات المتحدة، وتوفي في 26 مارس 2001 في نوروولك في الولايات المتحدة.